# Stephen Nissenbaum
Stephen Willner Nissenbaum (* 1941) ist ein amerikanischer Kulturhistoriker und emeritierter Professor für Geschichte. Sein Forschungsschwerpunkt liegt auf der amerikanischen Geschichte. Zu seinen bekanntesten Werken gehören Salem Possessed: The Social Origins of Witchcraft, das er zusammen mit Paul Boyer 1974 veröffentlichte und The Battle for Christmas, welches 1996 erstmals publiziert wurde.

## Leben
Stephen Nissenbaum schloss im Jahr 1961 sein Bachelorstudium am Harvard College ab. Den Master absolvierte er 1963 an der Columbia University. 1968 erhielt er den Doktortitel in Geschichte an der Universität of Wisconsin. Seine Dissertation trägt den Titel Careful love: Sylvester Graham and the emergence of Victorian sexual theory in America, 1830–1840.
Nach seiner Promotion lehrte er am Departement für Geschichte an der Universität of Massachusetts in Amherst, wo er vor seiner Emeritierung im Jahr 2004 als Professor arbeitete.
Von 1989 bis 1990 war er James Pinckney Harrison Professor für Geschichte am College of William & Mary. Zudem wurde ihm von 1998 bis 1999 die Professur für den Fulbright Distinguished Chair in American Studies an der Humboldt-Universität in Berlin zugesprochen.
Nissenbaum war Stipendiat der National Endowment for the Humanities, der American Council of Learned Societies, des Harvard’s Charles Warren Centers und der American Antiquarian Society. In der Massachusetts Fondation for the Humanities (der Staatsagentur der National Endowment for the Humanities) wirkte er im Bereich der Geisteswissenschaften als Mitglied (1985–1992) und Vorsitzender (1987–1989) mit. Zudem war er historischer Berater für eine Vielzahl von Filmproduktionen.

## Rezensionen

### Salem Possessed
Salem Possessed ist eine Fallstudie in der Hexenforschung. Untersuchungsgegenstand ist das Dorf Salem in Massachusetts, wo 1692 Prozesse gegen Hexen stattfanden.
Für diese Studie kartierten Nissenbaum und Boyer die Grundbesitze der Dorfbewohner Salems. Die Informationen hierzu entnahmen sie aus Manuskripten, welche in der Kirche von Danvers aufbewahrt wurden. Sie zogen auch Urkunden, Gerichtsakten und Tagebücher hinzu, um dadurch die sozialen und wirtschaftlichen Merkmale der Gemeinschaftsmitglieder in Salem zu beschreiben. Außerdem entstanden lokale Aufzeichnungen über den Fraktionalismus der autarken und wohlhabenden Bauern, Handwerker, Mühlenbesitzer und Gastwirte, die sie anschließend analysierten. Das Ergebnis war ein detailliertes, wirtschaftliches und geographisches Muster Salems und seiner Einwohner.
In der Wissenschaft wird es als ein Werk wahrgenommen, das neue Erkenntnisse in der Hexenforschung brachte. Nissenbaum und Boyer bezogen eine Vielzahl an unveröffentlichtem Quellenmaterial in ihre Arbeit mit ein, das dazu diente, soziale Beziehungen und Alltag der Bewohner von Salem zu rekonstruieren. Dies wurde als Bereicherung für die Sozialforschung betrachtet.

#### Reviews
Salem Possessed wurde allerdings auch kontrovers diskutiert. Von einigen Seiten wurde eine fehlende Beweisfindung spezifischer Aspekte im Werk beklagt. Insbesondere die psychologischen Argumente und die angenommenen Auswirkungen bezüglich des sozio-ökonomischen Gesellschaftswandels gerieten ins Visier einiger Kritiker. Auch die Repräsentativität für den sozialen Ursprung von Hexenkunst wurde hinterfragt. Carol Karlsen hätte sich zudem Aufschlüsse über die Gründe, warum die Protagonisten allesamt Frauen gewesen waren, erhofft.
Durchgehend positiv klingt es bei Robert P. Kelleher. Ihm zufolge liefere das Buch überzeugende Argumente und Erklärungen im Zusammenhang mit den Hexenprozessen in Salem. Die Autoren würden aufzeigen, wohin sozialer und wirtschaftlicher Wandel führe und wie sich dieser in sozialen und religiösen Zwängen manifestieren kann, so Kelleher.
Des Weiteren wird gesagt, dass das Buch von Boyer und Nissenbaum, trotz der Kritik, durchaus lesenswert, brillant in der Offenlegung der Probleme und ein Beispiel für die einfallsreiche Verwertung von lokalen Aufzeichnungen sei. Insbesondere wurden die sieben Karten und sechs Diagramme, die im Buch vorhanden sind, geschätzt und als „eine bemerkenswert lohnende Erfahrung“ beschrieben.
Das Buch sei von lokalhistorischer Relevanz, könne darüber hinaus aber als modellhafte methodische Studie für die Sozialwissenschaft dienen. Damit sei ein neuer, exzellenter Standard für community studies in Amerika gesetzt worden. István Szijártó bezeichnet das Werk als Mikrogeschichte mit ausgeprägtem sozialhistorischen Charakter. Boyers und Nissenbaums mikroskopische Untersuchung laufe auf eine wirtschaftliche Erklärung hinaus. Die Autoren befassten sich in ihrem Werk mit Ausnahmefällen und nicht mit dem Regelfall. Dies ist laut Szijárto kennzeichnend für die angelsächsische Mikrogeschichte, welche sich häufig mit spezifischen Fällen auseinandersetzt. Allgemeine und gesamtgeschichtliche Erkenntnisse aus diesen werden jedoch meist außer Acht gelassen.

### The Battle for Christmas
Das Buch befasst sich mit der Entstehung und Entwicklung von Weihnachtsbräuchen und -traditionen in Amerika. Es zeigt auf, wie sich anfängliche Weihnachtsfeierlichkeiten im 17. und 18. Jahrhundert, welche die Menschen als Möglichkeit für Fehlverhalten und Trinkgelagen nutzten, im 19. Jahrhundert zu privaten Familienfeiern wandelten.
Für die Untermauerung seiner Argumente sammelte Nissenbaum ein weites Spektrum an Quellenmaterial, unter anderem aus Zeitschriften, Briefen, Zeitungen und der Kinderliteratur. Beispielsweise untersuchte er die Struktur und Erscheinung von Geschenkbüchern, um auf Einstellungsveränderungen in Bezug auf Weihnachtsgeschenken zu schließen.

#### Reviews
Das Paradoxon des Buches, das Weihnachten, bekannt als das Fest der Liebe, als Kampf darlegt, ziehe auf jeden Fall die Aufmerksamkeit auf sich und sei keine Geschichte von Weihnachten, wie es die Amerikaner im 19. Jahrhundert feierten. Es sei gut dokumentiert, schreibt James Hennesey, biete ein weltliches Bild der Transformation der Weihnachtszeit im 19. Jahrhundert, es sei allerdings auch etwas verstreut und episodisch. Die dazu realisierten detaillierten Episoden würden dem Zweck dienen, Nissenbaums Argumente hervorzubringen, so James Hennesey weiter. Ähnliches meint Leigh Eric Schmidt: Nissenbaum würde es schaffen, mit seinen sehr ansprechenden Darstellungen viel Platz für sich selbst einzunehmen, so dass seine polierte Erzählung zum Strahlen und die Analyse zum Funkeln gebracht würde.
Firth Haring Fabend merkt an, dass das Thema über Weihnachten im Alten Süden, über die Rituale der Sklavengesellschaft, in einer Fachzeitschrift wohl besser aufgehoben wäre. Und Leigh Eric Schmidt bemängelt, dass es bezüglich des Themas über Neujahrsgeschenke an einer vorrevolutionären Analyse fehle.
Auch bemerkt wurde, dass Nissenbaum die kirchlichen Aspekte von Weihnachten gekonnt aus seinem Werk ausschließe.
The Battle for Christmas vermittle eher ein negatives Bild der Bedeutung von Weihnachten und ende mit einem etwas düsteren Epilog. Leigh Eric Schmidt findet, es würde die Skeptiker des Glaubens unterstützen und ihnen noch mehr Material liefern. John L. Brooke zweifelt allerdings nicht daran, dass das Buch nebst der Literatur über die Weihnachtszeit auch in der Debatte über gemeinsame Feiern in den Beziehungen des öffentlichen und privaten Lebens einen prominenten Platz einnehmen wird.

## Auszeichnungen
| Werk | Auszeichnung                                                   | Jahr |
| --- | -------------------------------------------------------------- | ---- |
| Stephen Nissenbaum: The Battle for Christmas. Alfred A. Knopf, New York 1996.                                                   | Finalist Pulitzer Prize for History                            | 1997 |
| Paul S. Boyer, Stephen Nissenbaum: Salem Possessed. The Social Origins of Witchcraft. Harvard University Press, Cambridge 1974. | Finalist National Book Award for History                       | 1975 |
| Paul S. Boyer, Stephen Nissenbaum: Salem Possessed. The Social Origins of Witchcraft. Harvard University Press, Cambridge 1974. | Winner American Historical Association’s John H. Dunning Prize | 1974 |

## Schriften
- Stephen Nissenbaum: Behind the Christmas Tree. The Surprising Story of a German Abolitionist Radical and America’s Favorite Evergreen. Knopf Doubleday Publishing Group, 2014, ISBN 978-1-101-91151-8.
- Edward L. Ayers, Patricia Nelson Limerick, Peter S. Onuf, Stephen Nissenbaum: All over the Map. Rethinking American Regions. Johns Hopkins University Press, Baltimore 1996, ISBN 0-8018-5206-4.
- Stephen Nissenbaum: The Battle for Christmas. Alfred A. Knopf, New York 1996, ISBN 0-679-41223-9.
- Paul S. Boyer, Stephen Nissenbaum: Salem-village witchcraft. A documentary Record of Local Conflict in Colonial New England. Northeastern University Press, Boston 1993, ISBN 1-55553-164-4.
- Stephen Nissenbaum: Sex, diet, and debility in Jacksonian America. Sylvester Graham and Health Reform. In: Contributions in Medical History. Band 4. Greenwood, Westport, Connecticut 1980, ISBN 0-313-21415-8.
- Paul S. Boyer, Stephen Nissenbaum: The Salem Witchcraft Papers. Verbatim Transcripts of the Legal Documents of the Salem Witchcraft Outbreak of 1692. Da Capo Press, New York 1977.
- Paul S. Boyer, Stephen Nissenbaum: Salem Possessed. The Social Origins of Witchcraft. Harvard University Press, Cambridge 1974, ISBN 0-674-78526-6.
- Stephen Nissenbaum: Careful love. Sylvester Graham and the Emergence of Victorian Sexual Theory in America, 1830-1840. Hochschulschrift, University of Wisconsin 1968.